# Alexandra Ahnger

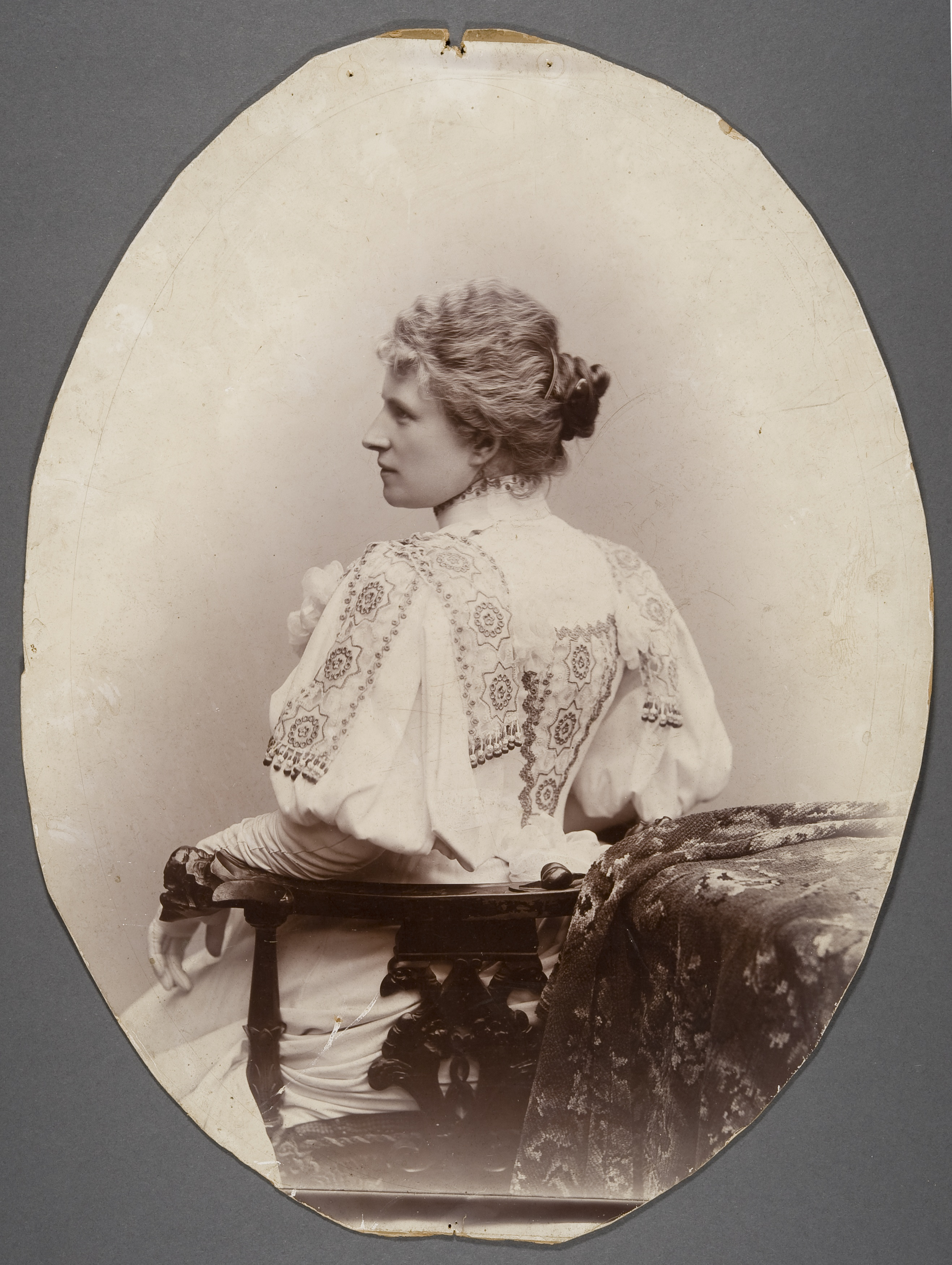
Alexandra Ahnger i början av 1890-talet.

Alexandra Ahnger, född 15 maj 1859 i Kuopio, död 9 september 1940 i Helsingfors, var en finländsk operasångerska (mezzosopran) och sångpedagog. Hon var en av Finlands mest kända sångpedagoger.
Ahnger föddes i Kuopio som dotter till en överste och polismästare. Ahnger studerade vid folkskolan i Smolnyjinstitutet och studerade därefter musik vid Helsingfors musikinstitut samt i Paris, Dresden och Milano. Från 1888 var hon verksam som sånglärare i Helsingfors och verkade som lärare vid musikinstitutet 1906–1927. Hon gav även flitig med att ge konserter. Åren 1904 och 1906 gjorde Ahnger sex skivinspelningar med både svenska och finska sånger. Under inspelningarna verkade Oskar Merikanto som pianist. Bland Ahngers elever märks Alma Kuula och Ester Niska.
Hon var syster till ingenjören och entomologen Constantin Ahnger.